# Model atomu Lewisa
Model atomu Lewisa (w oryginale ang. cubical model, pol. model sześcienny) – historyczny model budowy atomu, opublikowany w 1916 (choć opracowany już w 1902) przez amerykańskiego fizykochemika Gilberta N. Lewisa. Zakłada on m.in., że powłoki elektronowe mają kształt sześcianów, a elektrony rozmieszczone są na ich wierzchołkach. Model Lewisa ma charakter jakościowy. W przeciwieństwie do konkurencyjnego wówczas modelu atomu Bohra nie dostarcza aparatu matematycznego do obliczenia np. energii powłok czy długości linii widmowych . Jest także sprzeczny z ówczesną, choć nieugruntowaną jeszcze wówczas, wiedzą o kształcie atomów czy też ruchu elektronów na powłokach. Pozwala on jednak przewidzieć niektóre własności wiązań chemicznych (np. regułę Abegga). Był punktem wyjścia do opracowania przez Lewisa teorii wiązania kowalencyjnego i koncepcji struktury punktowej .

Model Lewisa – schematy ostatnich powłok elektronowych pierwiastków drugiego okresu

Model wyszedł z użycia w obliczu rozwoju mechaniki kwantowej , której jednym z rezultatów jest wprowadzona do obiegu naukowego w 1926 teoria atomu oparta na koncepcji orbitali.
Lewis zdawał sobie sprawę z niekompletności modelu, dostrzegając np. to, że nie wyjaśnia on własności chemicznych pierwiastków spoza grup głównych, jak również błędnie implikuje obecność 8 elektronów na powłoce zewnętrznej atomu helu.

## Postulaty Lewisa
Systematyczny opis swojego modelu Lewis opublikował w 1916 w artykule „The Atom and the Molecule” (pol. Atom i cząsteczka). Swoje rozumowanie skoncentrował wokół sześciu postulatów o strukturze atomowej.
1. Atom posiada część wewnętrzną („jądro”), która nie ulega zmianom podczas typowych przemian chemicznych. W „jądrze” występuje nadmiar elektrycznego ładunku dodatniego w ilości zależnej od numeru grupy głównej układu okresowego, w której znajduje się pierwiastek.
2. Atom posiada także część zewnętrzną („powłokę”), w której znajdują się elektrony. W swobodnym atomie (obojętnym elektrycznie) liczba elektronów odpowiada numerowi grupy układu okresowego. W wyniku przemian chemicznych liczba ta może się zmieniać od 0 do 8.
3. Atom zmierza do posiadania parzystej liczby elektronów na „powłoce”, a w szczególności do posiadania tam 8 elektronów. Elektrony w normalnych warunkach rozmieszczone są symetrycznie na 8 wierzchołkach sześcianu.
4. Dwie powłoki atomowe mogą się wzajemnie przenikać.
5. Elektrony mogą zmieniać swoją pozycję na „powłoce”, jednak są one utrzymywane w miejscu przez pewne więzy. Wielkość sił wiążących oraz dokładne położenie elektronu są determinowane przez rodzaj atomu i atomów z nim związanych.
6. Siły elektryczne pomiędzy cząstkami znajdującymi się bardzo blisko siebie nie spełniają prawa Coulomba.

„Jądro” (ang. kernel), o którym mowa w pierwszym postulacie, nie jest tożsame z jądrem atomowym we współczesnym rozumieniu – raczej z całym atomem z wyłączeniem powłoki walencyjnej. Zgodnie z nomenklaturą stosowaną przez Lewisa, „powłoka” wypełniona 8 elektronami staje się częścią „jądra”, natomiast dodanie kolejnego elektronu skutkuje stworzeniem kolejnej „powłoki”. W ten sposób powstawać miały współśrodkowe sześcienne powłoki elektronowe.

## Wiązania chemiczne w modelu Lewisa
Według modelu Lewisa, atomy tworzą wiązania kowalencyjne poprzez łączenie się ze sobą sześciennych powłok elektronowych. Wiązanie pojedyncze powstaje wówczas, gdy powłoki złączą się jedną krawędzią (uwspólniając w ten sposób jedną parę elektronów), natomiast podwójne wtedy, kiedy łączą się czterema krawędziami (uwspólniając 2 pary elektronów).
Wiązanie jonowe modelowane jest przez przejście pojedynczego elektronu z powłoki jednego atomu na powłokę drugiego. Powłoki pozostają jednak niezłączone.
Istnienie wiązania potrójnego Lewis wyjaśniał, posiłkując się dodatkową hipotezą. Przypuszczał, że w niektórych przypadkach 8 atomów powłoki może łączyć się w 4 pary umieszczone na wierzchołkach czworościanu foremnego. Połączenie trzema krawędziami dwóch takich powłok powoduje uwspólnienie trzech par elektronów (wiązanie potrójne).

Łączenie elektronów w pary leżące na wierzchołkach tetraedru